# Oktaeder
Oktaeder, en polyeder vars yta utgörs av åtta liksidiga trianglar. Oktaedern är en platonsk kropp och en deltaeder.
Oktaeder används för D8-tärningar, det vill säga tärningar med åtta sidor.
En regelbunden oktaeder har Schläfli-symbolen {\displaystyle \scriptstyle {\left\{3,4\right\}}}.